# رود مخرنگا
رود مخرنگا (انگلیسی: Mekhrenga) یک رودخانه در استان آرخانگلسک کشور روسیه است.